# Matelea decumbens
Matelea decumbens är en oleanderväxtart som beskrevs av W.D. Stevens. Matelea decumbens ingår i släktet Matelea och familjen oleanderväxter. Inga underarter finns listade i Catalogue of Life.